# Lemmon Valley-Golden Valley
Lemmon Valley-Golden Valley és una concentració de població designada pel cens dels Estats Units a l'estat de Nevada. Segons el cens del 2000 tenia 6.855 habitants.

## Demografia
Segons el cens del 2000, Lemmon Valley-Golden Valley tenia 6.855 habitants, 2.418 habitatges, i 1.887 famílies La densitat de població era de 81,54 habitants per km².
Dels 2.418 habitatges en un 34,7% hi vivien nens de menys de 18 anys, en un 61,2% hi vivien parelles casades, en un 10,8% dones solteres, i en un 22,0% no eren unitats familiars. En el 15,1% dels habitatges hi vivien persones soles el 3,2% de les quals corresponia a persones de 65 anys o més que vivien soles. El nombre mitjà de persones vivint en cada habitatge era de 2,83 i el nombre mitjà de persones que vivien en cada família era de 3,11.
Per edats la població es repartia de la següent manera: un 26,2% tenia menys de 18 anys, un 7,1% entre 18 i 24, un 29,5% entre 25 i 44, un 29,4% de 45 a 64 i un 7,8% 65 anys o més.
L'edat mediana era de 38,9 anys. Per cada 100 dones hi havia 105,86 homes. Per cada 100 dones de 18 o més anys hi havia 102,0 homes.
La renda mediana per habitatge era de 52.861 $ i la renda mediana per família de 56.118 $. Els homes tenien una renda mediana de 39.069 $ mentre que les dones 29.888 $. La renda per capita de la població era de 21.820 $. Aproximadament el 3,6% de les famílies i el 5,0% de la població estaven per davall del llindar de pobresa.

## Poblacions més properes
El següent diagrama mostra les poblacions més properes.